# Lamba (Shetland)
 Ikke at forveksle med den færøske bygd Lamba.
Lamba er en ubeboet ø i Yell Sound på Shetlandsøerne. Den ligger 1,5 km nord for indløbet til Sullom Voefjorden. Højeste punkt er 35 meter over havet, og den har et areal på 43 hektar. Øens fremherskende karakteristika er et 27 meter højt fyr der markerer indsejlingen til Sullom Voe.
Der er også steder med samme navn på Færøerne (bygden Lamba) og øen Lambay nord for Dublin i Irland.